# جیمی جکسون
جیمی جکسون (انگلیسی: Jimmy Jackson; ۱۵ سپتامبر ۱۸۷۵ – ۱ ژانویهٔ ۲۰۰۰) بازیکن فوتبال اهل پادشاهی متحد بریتانیای کبیر و ایرلند بود.
از باشگاه‌هایی که در آن بازی کرده‌است می‌توان به باشگاه فوتبال آرسنال، باشگاه فوتبال وستهام یونایتد، باشگاه فوتبال نیوکاسل یونایتد، باشگاه فوتبال رنجرز، و باشگاه فوتبال رنجرز، اشاره کرد.